# Lutz Knopek

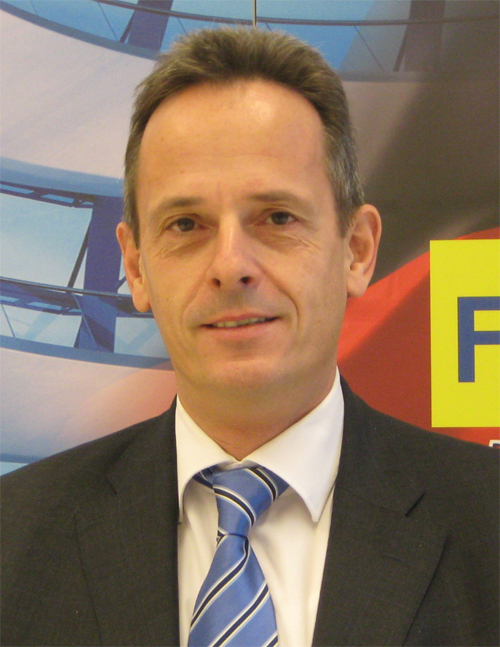
Lutz Knopek MdB (2009)

Lutz Knopek (* 4. Januar 1958 in Göttingen) ist ein deutscher Politiker (FDP).

## Leben und Beruf
Knopek legte 1977 sein Abitur am Theodor-Heuss-Gymnasium in Göttingen ab. Im Anschluss studierte er Biologie an der Georg-August-Universität Göttingen. Er promovierte 1989 am III. Zoologischen Institut.
Danach arbeitete er für verschiedene Pharmafirmen in den Bereichen Vertrieb und Marketing. Von 2002 bis zu seiner Wahl in den Deutschen Bundestag war er Mitarbeiter im Vertrieb eines US-amerikanischen Pharmaunternehmens, welches Arzneimittel zur Krebsbekämpfung entwickelt und vermarktet.
Knopek ist verheiratet und hat eine Tochter.

## Politische Tätigkeit
Knopek ist seit 1985 Mitglied der FDP. Von 1987 bis 1988 war er Kreisvorsitzender der Jungen Liberalen in Göttingen und von 1989 bis 1991 Mitglied des Landesvorstandes der Jungen Liberalen Niedersachsen. Zwischen 2005 und 2010 war er Vorsitzender des Stadtverbandes Göttingen, von 2011 bis 2016 Kreisvorsitzender der Göttinger FDP. Knopek ist zudem Mitglied im Landesvorstand der FDP Niedersachsen.
Von 2009 bis 2013 gehörte er dem Deutschen Bundestag an, wo er ordentliches Mitglied im Ausschuss für Umwelt, Naturschutz und Reaktorsicherheit sowie im Sportausschuss war. Darüber hinaus war er stellvertretendes Mitglied im Gesundheitsausschuss und im Ausschuss für Ernährung, Landwirtschaft und Verbraucherschutz. Er war Gründer und Vorsitzender der parlamentarischen Gruppe „Leben und Krebs“.
Im August 2010 war Knopek zusammen mit Frank Schäffler Mitbegründer des „Liberalen Aufbruchs“.
Am 29. Juni 2012 stimmte Knopek im Bundestag gegen den sogenannten Fiskalpakt und den dauerhaften Europäischen Rettungsschirm, ESM.
Aktuell arbeitet Knopek in der FDP in den Bundesfachausschüssen „Umwelt, Naturschutz, Bau und Reaktorsicherheit“ sowie „Sportpolitik“ mit.

## Gesellschaftliches Engagement
Knopek ist Mitglied folgender Vereine und Institutionen:
- NABU
- WWF
- Biologische Schutzgemeinschaft Göttingen
- Deutsch-Polnische-Gesellschaft Göttingen
- Deutsche Krebsgesellschaft (DKG)
- Deutsche Gesellschaft für Hämatologie und Onkologie (DGHO)
- Gesellschaft für Pädiatrische Hämatologie und Onkologie (GPOH)